# Lukachukai, Arizona
Lukachukai, Arizona (енгл. Lukachukai) насељено је место без административног статуса у америчкој савезној држави Аризона.

## Демографија
По попису из 2010. године број становника је 1.701, што је 136 (8,7%) становника више него 2000. године.
| Група             | 2000.     | 2010.     |
| Белци             | 16 (1,0%) | 5 (0,3%)  |
| Афроамериканци    | 0 (0,0%)  | 0 (0,0%)  |
| Азијати           | 1 (0,1%)  | 0 (0,0%)  |
| Хиспаноамериканци | 15 (1,0%) | 32 (1,9%) |
| Укупно            | 1.565     | 1.701     |